# Orbe (Arrats)
Pour les articles homonymes, voir Orbe.
L'Orbe est une rivière du Sud de la France et un sous-affluent de la Garonne par l'Arrats. Elle ne doit pas être confondue avec l'Orbe qui est un affluent de la Thièle.

## Géographie
De 16,6 km de longueur, l'Orbe prend sa source dans le département du Gers sur la commune de Crastes et se jette dans l'Arrats à la hauteur de la commune de Homps au hameau de Saint-Amand.

## Départements et communes traversés
- Gers : Crastes, Augnax, Saint-Antonin, Puycasquier, Mansempuy, Maravat, Sérempuy, Sainte-Gemme, Monfort, Homps.

## Principaux affluents
- La Charlangue : 3,9 km
- Ruisseau d'en Matte : 4,9 km
- Ruisseau de Touron : 5,4 km
- Ruisseau de Lourbat : 7 km